# Java-Technologie

Java-Logo
[https://www.oracle.com/java/technologies/ Java Technologies

Die Java-Technik (englisch Java Technology) ist eine ursprünglich von Sun (heute Oracle-Gruppe) entwickelte Sammlung von Spezifikationen, die zum einen die Programmiersprache Java und zum anderen verschiedene Laufzeitumgebungen für Computerprogramme definieren. Diese Computerprogramme werden meistens in Java geschrieben.
Zur Java-Technik gehören die folgenden Bestandteile:
- die Programmiersprache Java, um Programme zu formulieren
- das Java Development Kit – ein Entwicklungswerkzeug, das grundlegende Teile wie einen Übersetzer und Bibliotheken enthält
- die Java-Laufzeitumgebung – eine standardisierte Software-Plattform, um die entwickelten Programme ausführen zu können.

## Ziel
Mit der Java-Technik soll ein und dasselbe Programm auf unterschiedlichen Computersystemen laufen können. Diese Plattformunabhängigkeit wird dadurch erreicht, dass der Quellcode zunächst in Bytecode kompiliert wird, der erst auf dem Zielsystem von der Java-Laufzeitumgebung (Java Runtime Environment, kurz JRE) beim Starten des Programms in die jeweilige Maschinensprache übersetzt wird. Der Bytecode funktioniert also als Zwischencode zwischen Programmiersprache und Maschinensprache.
Die Java-Laufzeitumgebung muss auf dem Zielsystem installiert sein. Sie existiert für weit verbreitete Betriebssysteme wie Microsoft Windows, Linux, Solaris, Mac OS X, AIX und viele andere. Daneben gibt es JREs nicht nur für Server- und Desktop-Betriebssysteme, sondern auch für viele eingebettete Systeme wie Mobiltelefone, PDAs und Smartcards sowie für andere technische Plattformen, wie Auto und TV. Die Plattformunabhängigkeit endet bei Systemen, für die keine Java Virtual Machine existiert, zumeist also ältere oder sehr exotische Systeme.

## Bestandteile
Die Java-Technik besteht aus den folgenden Teilen:
| Programmier- sprache                                     | Programmier- sprache | Java Quelltext (.java)                 |
| JDK                                                      | JDK                  | Entwicklungswerkzeuge Java-Compiler, … |
| JDK                                                      | JDK                  | Java Bytecode (.class, .jar)           |
|                                                          | JRE                  | Java Programmierschnittstelle (API)    |
| Java Virtual Machine (JVM) mit Just-in-time-Kompilierung | JRE                  |                                        |
| Betriebs- system                                         | Betriebs- system     | Windows, Linux, Solaris, Mac OS X, …   |

### Programmiersprache Java
Java ist eine objektorientierte Programmiersprache und eingetragenes Warenzeichen der Firma Oracle. Der Entwurf der Programmiersprache Java strebte im Wesentlichen fünf Ziele an:
- Sie soll eine einfache objektorientierte, verteilte und vertraute Programmiersprache sein.
- Sie soll robust und sicher sein.
- Sie soll architekturneutral und portabel sein.
- Sie soll sehr leistungsfähig sein.
- Sie soll interpretierbar, parallelisierbar und dynamisch gebunden sein.

### Entwicklungswerkzeuge für Java-Programme
Sie enthalten Compiler, die den Quellcode in Java-Bytecode übersetzen, Dokumentationswerkzeuge und Werkzeuge um Programme zu testen. Programme für die Java-Plattform werden in der Regel mit Hilfe der Programmiersprache Java erstellt. Die Verwendung anderer Programmiersprachen ist möglich, z. B. Nice oder Groovy.

### Java-Laufzeitumgebung (Plattform)
Die Java-Laufzeitumgebung (JRE) ist eine Softwareplattform, mit der Programme weitgehend unabhängig vom darunter liegenden Betriebssystem ausgeführt werden. Sie definiert die Anwendungsprogrammierschnittstellen (APIs) eindeutig und maschinenunabhängig und enthält die Java Virtual Machine (JVM), die für die Ausführung des Java-Bytecodes verantwortlich ist. Für die meisten Betriebssysteme ist sie kostenlos verfügbar.
Zwischen folgenden Java-Plattformen wird unterschieden:
Java Platform Java CardReduzierter Java-Standard, um sogenannte Java-Card-Applets auf Chipkarten ausführen zu können.
Java Platform, Micro Edition (Java ME)Plattform für so genannte embedded consumer products wie etwa Mobiltelefone oder PDAs.
Java Platform, Standard Edition (Java SE)Sammlung von Java-Programmierschnittstellen für den generellen Einsatz auf PCs, Servern oder ähnlichen Geräten. Die Java SE dient als Grundlage für die Jakarta-EE- und Java-ME-Techniken.
Jakarta EEJava SE, angereichert um Programmierschnittstellen für die transaktionsbasierte Ausführung von mehrschichtigen Unternehmens- und Web-Anwendungen.

## Geschichte

Duke, Javas Maskottchen

Die Urversion von Java – auch Oak (Object Application Kernel) genannt – wurde in einem Zeitraum von 18 Monaten vom Frühjahr 1991 bis Sommer 1992 unter dem Namen The Green Project von Patrick Naughton, Mike Sheridan, James Gosling und Bill Joy sowie neun weiteren Entwicklern im Auftrag des US-amerikanischen Computerherstellers Sun Microsystems entwickelt. James Gosling war der Hauptentwickler. Ein Überbleibsel aus dem Green-Projekt ist der Duke von Joe Palrang, der zum bekannten Symbol bzw. Maskottchen geworden ist.
Der Name Oak hatte, nach Gerüchten, seinen Ursprung in einer Eiche (englisch oak), die vor dem Fenster von James Gosling stand. Aufgrund rechtlicher Probleme musste der Name (es gab bereits eine Software dieses Namens) jedoch verworfen werden. Man entschied sich für den Namen Java nach einer starken Kaffee-Sorte, die speziell für Espresso Verwendung findet (Java-Bohne) und von den Entwicklern bevorzugt getrunken wurde.
Das Ziel war nicht nur die Entwicklung einer weiteren Programmiersprache, sondern einer vollständigen Betriebssystemumgebung, inklusive virtueller CPU, für unterschiedlichste Einsatzzwecke. Das System sollte – der Legende nach – beispielsweise eine Kaffeemaschine steuern können.
Die Entwicklung fand in einem unauffälligen Bürogebäude in der Sand Hill Road in Menlo Park statt. Während der abgeschiedenen Entwicklungsphase kam es zu keinem Austausch mit Sun Microsystems. Im Sommer 1992 schließlich war die erste Oak-basierte Anwendung fertiggestellt – „an interactive, handheld home-entertainment device controller with an animated touchscreen user interface“. Diese Technikdemonstration einer Touchscreen-basierten Gerätesteuerung mit animierter grafischer Benutzeroberfläche hatte den Namen *7 (Star Seven).
Nach der Vorführung von Star Seven, mit dem zahlreiche Geräte interaktiv gesteuert werden konnten, wurden Unternehmen aus der Kabelfernseh-Branche aufmerksam, und aus dem Hinterzimmer-Projekt The Green Project entstand das Unternehmen FirstPerson. Aus dem Büro wurde ein Bürohaus in der 100 Hamilton Avenue in Palo Alto.
Da die Belegschaft inzwischen von 13 auf 70 Mitarbeiter gewachsen und die Zeit für interaktive digitale Mehrwertdienste im Bereich des Kabelfernsehens noch nicht reif war, suchte sich das junge Unternehmen neue Betätigungsfelder. Nach einem dreitägigen Treffen von John Gage, James Gosling, Bill Joy, Patrick Naughton, Wayne Rosing und Eric Schmidt in „The Inn at Squaw Creek“ bei Lake Tahoe war schnell klar: das Internet sollte es sein.
Auf Basis des Urvaters aller grafischen Webbrowser, Mosaic, wurde ein um Java erweiterter Webbrowser geschaffen – der WebRunner (nach dem Film Blade Runner). Später wurde WebRunner in HotJava umbenannt.
Im März 1995 wurde die erste Alphaversion (1.0a2) des Java-Quellcodes für die Öffentlichkeit freigegeben. Wenig später, am 23. Mai 1995, wurde Java auf der SunWorld-Konferenz in San Francisco erstmals der Öffentlichkeit vorgestellt.
Der Durchbruch kam mit der Integration von Java in den Browser Netscape Navigator – besiegelt durch einen Handschlag zwischen Eric Schmidt und George Paolini von Sun Microsystems sowie Marc Andreessen von Netscape – um 4 Uhr morgens in einem Zimmer des Sheraton-Palace-Hotels in der Nähe des Tagungszentrums.
Die Firma Oracle – die im Januar 2010 Sun Microsystems kaufte – will die Java-Technik zusammen mit dem Java Community Process in Richtung freie und quelloffene Software (OpenJDK) weiterentwickeln.

### Versionen
| Legende: | Ältere Version; nicht mehr unterstützt | Ältere Version; noch unterstützt | Aktuelle Version | Aktuelle Vorabversion | Zukünftige Version |

| Version             | Codename   | Veröffentlichung   | Ende des kostenlosen Supports durch Oracle | längerer kostenloser Support durch Eclipse Adoptium |
| ------------------- | ---------- | ------------------ | ------------------------------------------ | --------------------------------------------------- |
| JDK 1.0             | Oak        | 23. Januar 1996    |                                            |                                                     |
| JDK 1.1.4           | Sparkler   | 12. September 1997 |                                            |                                                     |
| JDK 1.1.5           | Pumpkin    | 3. Dezember 1997   |                                            |                                                     |
| JDK 1.1.6           | Abigail    | 24. April 1998     |                                            |                                                     |
| JDK 1.1.7           | Brutus     | 28. September 1998 |                                            |                                                     |
| JDK 1.1.8           | Chelsea    | 8. April 1999      |                                            |                                                     |
| J2SE 1.2            | Playground | 4. Dezember 1998   |                                            |                                                     |
| J2SE 1.2.1          | (keiner)   | 30. März 1999      |                                            |                                                     |
| J2SE 1.2.2          | Cricket    | 8. Juli 1999       |                                            |                                                     |
| J2SE 1.3            | Kestrel    | 8. Mai 2000        | Dezember 2006                              |                                                     |
| J2SE 1.3.1          | Ladybird   | 17. Mai 2001       | Dezember 2006                              |                                                     |
| J2SE 1.4.0          | Merlin     | 13. Februar 2002   | Oktober 2008                               |                                                     |
| J2SE 1.4.1          | Hopper     | 16. September 2002 | Oktober 2008                               |                                                     |
| J2SE 1.4.2          | Mantis     | 26. Juni 2003      | Oktober 2008                               |                                                     |
| J2SE 5.0 (1.5.0)    | Tiger      | 29. September 2004 | Oktober 2009                               |                                                     |
| JSE 6.0             | (Mustang)  | 11. Dezember 2006  | Februar 2013                               |                                                     |
| JSE 7.0             | (Dolphin)  | 28. Juli 2011      | April 2015                                 |                                                     |
| JSE 8.0             | –          | 18. März 2014      | März 2022                                  | November 2026                                       |
| JSE 9.0             | –          | 27. Juli 2017      | März 2018                                  |                                                     |
| JSE 10.0 (18.3)     | –          | 20. März 2018      | September 2018                             |                                                     |
| JSE 11.0 (18.9) LTS | –          | 25. September 2018 | September 2023                             | Oktober 2027                                        |
| JSE 12.0            | –          | 19. März 2019      | September 2019                             |                                                     |
| JSE 13.0            | –          | 17. September 2019 | März 2020                                  |                                                     |
| JSE 14.0            | –          | 17. März 2020      | September 2020                             |                                                     |
| JSE 15.0            | –          | 15. September 2020 | März 2021                                  |                                                     |
| JSE 16.0            | –          | 16. März 2021      | September 2021                             |                                                     |
| JSE 17.0 LTS        | –          | 14. Sep. 2021      | September 2026                             | Oktober 2027                                        |
| JSE 18.0            | –          | 22. März 2022      | September 2022                             |                                                     |
| JSE 19.0            | –          | 20. Sep. 2022      | März 2023                                  |                                                     |
| JSE 20.0            | –          | 21. März 2023      | September 2023                             |                                                     |
| JSE 21.0 LTS        | –          | 19. Sep. 2023      | September 2028                             | Dezember 2029                                       |
| JSE 22.0            | –          | 19. März 2024      | September 2024                             |                                                     |
| JSE 23.0            | –          | 17. Sep. 2024      | März 2025                                  |                                                     |
| JSE 24.0            | –          | 18. März 2025      | September 2025                             |                                                     |
| JSE 25.0 LTS        | –          | 16. Sep. 2025      | September 2030                             |                                                     |
| JSE 26.0            | –          | 17. März 2026      |                                            |                                                     |

| Version  | Pakete | Klassen, Enums und Interfaces | Module |
| -------- | ------ | ----------------------------- | ------ |
| JDK 1.0  | 08     | 0212                          |        |
| JDK 1.1  | 023    | 0504                          |        |
| JDK 1.2  | 059    | 1520                          |        |
| JDK 1.3  | 076    | 1842                          |        |
| JDK 1.4  | 135    | 2991                          |        |
| J2SE 5.0 | 166    | 3279                          |        |
| JSE 6.0  | 203    | 3793                          |        |
| JSE 7.0  | 209    | 4024                          |        |
| JSE 8.0  | 217    | 4240                          |        |
| JSE 9.0  | 315    | 6005                          | 78     |
| JSE 10.0 | 314    | 6002                          | 77     |
| JSE 11.0 | 235    | 4410                          | 59/72  |

#### Version 1
Die 1996 erschienene Java-Version 1.0 enthielt noch eine überschaubare Menge von Standardpaketen, die in späteren Versionen schnell anwuchs:
- java.lang: elementare Klassen, z. B. Object und System
- java.io: Ein- und Ausgabe
- java.util: z. B. Datenstrukturen und eine Datumsklasse
- java.net: einfache Internetprotokoll-Klassen
- java.awt: grundlegende Klassen für grafische Benutzeroberflächen
- java.applet: eine Klasse für die bekannten Applets

Obwohl diese neue Sprache primär zum Entwickeln von Applets gedacht war, bot sie schon in der ersten Version Möglichkeiten, die weit darüber hinaus reichten.

#### Version 1.1
Eine Spracherweiterung wurde 1997 mit Java 1.1 vorgenommen, die Syntax wurde um das Konzept der inneren Klassen erweitert. Das ging einher mit einem Umbau der Ereignisbehandlung hin zu einem Callback-System mit sogenannten Listenern.
Außerdem wurde die Standardbibliothek erweitert:
- Klassen für die Internationalisierung (so genannte „Ressourcenbündel“)
- Java-Komponenten, die Java Beans
- Das Dateiformat JAR für die Paketierung ganzer Bibliotheken oder Anwendungen als Java-Archive
- Klassen für numerisches Rechnen (BigInteger und BigDecimal)
- Ein Protokoll für verteilte Programme, die Remote Method Invocation (RMI)
- Objektserialisierung für die persistente Speicherung von Objekten, z. B. in Dateien
- JDBC für den Zugriff auf relationale Datenbanken
- Sicherheitsfunktionen, z. B. zum Signieren von JAR-Dateien und Applets

In den Versionen ab 1.1.5 war bereits Swing verfügbar, jedoch zählte dieses Framework noch nicht zum offiziellen Java. Besonders problematisch war, dass Swing mit Erscheinen von 1.2 eine andere Paketstruktur aufwies und eine Portierung notwendig machte.

#### Version 1.2
Java 2 (JDK 1.2) erschien im Jahr 1998. Mit Erscheinen dieser Version sprach Sun von Java 2, dementsprechend heißen die Pakete Java 2 Platform, Standard Edition (J2SE) und statt Java Development Kit (JDK) heißt es Java 2 Software Development Kit (J2SDK).
In dieser Version wurde neben dem bestehenden Interpreter ein Just-in-time-Compiler eingeführt; dieser beschleunigt die Ausführung von Java-Programmen deutlich. Die HotSpot Just-in-time-Kompilierung inklusive adaptiver Optimierung wurde als Erweiterung für Java 1.2 angeboten, ab Java 1.3 wurde HotSpot als alleinige JVM von Sun angeboten.
Erneut wurde die Standardbibliothek erweitert:
- Neue Schnittstellen und Implementierungen für Collections, also Datenstrukturen wie Listen, Mengen und Maps (Assoziativlisten)
- Die Oberflächenbibliothek Swing
- Neue Grafik-Funktionen (Java 2D)
- Drag and Drop-Funktionalität
- Verbesserte Audio-Funktionen
- Eine CORBA-Schnittstelle
- Schwache Referenzen – das sind Referenzen, die den Garbage-Collector nicht daran hindern, das referenzierte Objekt zu entfernen

Im Jahr 1998 wurde auch der Java Community Process (JCP) eingeführt. Diese Organisation steuert seitdem Änderungen an der Spezifikation von Java. Für vorgeschlagene Änderungen wird ein Java Specification Request (JSR) erstellt, der verschiedene Phasen durchläuft, bevor die Änderungen in Java Einzug halten.

#### Version 1.3
2000 erschien J2SE 1.3 als nächster Evolutionsschritt, die API wurde erneut erweitert. Außerdem wurde eine Engine mit Hotspot-Optimierung eingeführt. Das bedeutet, dass häufig benutzte Codefragmente (Hotspots) vom Bytecode zur Laufzeit in nativen Maschinencode übersetzt werden. Resultat war eine deutlich gesteigerte Ausführungsgeschwindigkeit.
API-Erweiterungen:
- Java Naming and Directory Interface (JNDI)
- Java Sound API

#### Version 1.4
Erst 2002 wurde mit Erscheinen von J2SE 1.4 wieder die Sprache selbst erweitert, was zuletzt bei Version 1.1 geschehen war. Eine Unterstützung für Assertions wurde hinzugefügt. Auch die API wurde erweitert, was insbesondere die Serverprogrammierung erleichtern soll.
Die letzte Version von Java 1.4 war Java SE 1.4.2_42. „End of Public Updates“ – das Ende öffentlicher Aktualisierungen – erreichte J2SE 1.4 im Oktober 2008.
Siehe auch: Servlet, Java Web Start, JSP, Jakarta EE, J2ME, Javadoc, Blackdown Java

#### Version 5.0
Java 5.0 erschien am 30. September 2004 als Nachfolger der Version 1.4.
Bei dem augenscheinlichen Versionssprung von 1.x auf 5 handelt es sich um die Einführung einer sog. Produktnummer. Diese Produktnummern sollen in Zukunft die Java-Versionen nach außen hin repräsentieren. Intern sollte dieselbe Produktversion nach der bekannten, traditionellen Versionsnummer bezeichnet werden. Java 5.0 entspricht also der internen Versionsnummer 1.5, Java 6.0 entsprechend 1.6 etc. Die „2“ z. B. aus Jakarta EE verschwand somit ebenfalls ab Version 5.0 der Java Enterprise Edition. Sie wird nun mit Java EE 5 bezeichnet.
In Version 5 gab es umfangreiche Änderungen an der Sprache sowie weitere API-Erweiterungen:
- Generische Typen (Generics)
- Vereinfachte Syntax für die Iteration über Collections, Maps und Arrays
- Autoboxing/-unboxing (d. h. implizite Umwandlung von primitiven Datentypen in Objekte und zurück)
- Metadaten mit Hilfe von Annotationen
- Syntaktische Unterstützung für Aufzählungswerte („Enumerations“)
- Unterstützung für variable Argumentenlisten von Methoden
- Statischer Import von Klassen
- Erweiterte Look and Feels
- Hilfsklassen für nebenläufige Programmierung im neuen Paket java.util.concurrent
- kovariante Ergebnistypen bei Methoden

Die zunächst für Java 5 („Tiger“-Release) geplanten Erweiterungen der Ein-/Ausgabefunktionen (JSR-203) wurden erst auf Java 6 („Mustang“-Release) und Anfang 2006 dann auf Java 7 („Dolphin“-Release) verschoben.
Die letzte Version von Java SE 5 war JavaSE 5.0u45. „End of Public Updates“ – das Ende öffentlicher Aktualisierungen – erreichte JavaSE 5 im Oktober 2009.

#### Version 6
Die Java-Version 6 wurde am 11. Dezember 2006 veröffentlicht. Besonderes Augenmerk wurde auf Diagnose, Überwachung und Management gelegt. So wurde ein Framework zur Zusammenarbeit mit diversen Skriptsprachen, wie z. B. PHP, Python, Ruby und JavaScript, eingeführt.
Weitere Neuerungen waren eine verbesserte Darstellung von Desktop-Anwendungen sowie die Integration von Java DB, einer in Java implementierten relationalen Datenbank, die auf Apache Derby basiert.
Die im Oktober 2008 veröffentlichte Version 6u10 brachte nicht, wie sonst üblich, ausschließlich Fehlerbeseitigungen, sondern diverse Änderungen der JVM, mit denen nicht bis zum Erscheinen von Java 7 gewartet wurde.
Zu den wichtigsten Neuerungen, die im Vorfeld bereits gefordert wurden, gehörten unter anderem:
- Ein „Next Generation Java Plugin“, das dem Website-Betreiber mehr Möglichkeiten über eingebundene Applets anbietet[41]
- Der für Webapplikationen gedachte Java-Kernel, der bei Bedarf eine minimale JVM installiert und nur die nötigen Pakete herunterlädt und lokal speichert[42]
- Der Java Quick Starter, mit dessen Hilfe die Startzeit von Java-Applikationen deutlich verringert wird.[43]

Eine vollständige Liste sowie detaillierte Beschreibungen sind der Ankündigung zum „Update 10“ zu entnehmen. Weitere Verbesserungen an der virtuellen Maschine, die ursprünglich für Java 7 geplant waren, wurden in Java 6 integriert und in mehreren Schritten ab „Java 6 Update 14“ ausgeliefert.
Die letzte geplante Version von Java SE 6 war „Java SE 6 Update 45“, sie wurde trotz angekündigtem „End of Public Updates“ – dem Ende öffentlicher Aktualisierungen – für Java SE 6 für Februar 2013 im April 2013 nachgereicht. Die aktuelle Version von Java EE 6 ist „Java EE 6 Update 4“.
Im Dezember 2012 begann Oracle versuchsweise, einige Installationen automatisch von JavaSE 6 auf JavaSE 7 zu aktualisieren. Für Februar 2013 war geplant, alle installierten 32-Bit-Versionen über den automatischen Mechanismus auf Java 7 zu aktualisieren.
„End of Public Updates“ – das Ende öffentlicher Aktualisierungen – erreichte JavaSE 6 im Februar 2013.

#### Version 7
Die Java-Version 7 wurde am 28. Juli 2011 fertiggestellt.
Vor allem wurden bestehende Funktionalitäten verbessert und erweitert. Das sind unter anderem:
- Eine neue Dateisystem-API (NIO.2), die die Geschwindigkeit von Dateisystemoperationen verbessert, bessere Möglichkeiten zum Kopieren und Verschieben von Dateien bietet, Methoden zum Traversieren von Verzeichnisstrukturen enthält und die zuverlässige Erkennung und Behandlung von symbolischen Links erlaubt.
- Bibliotheken für die Netzwerkprotokolle Stream Control Transmission Protocol (SCTP), Sockets Direct Protocol (SDP) und TLS 1.2. Speziell unter Windows wird nach Möglichkeit nun ein neuerer IPv6-Netzwerk-Stack verwendet.
- Aktualisierung der Unicode-Unterstützung auf Unicode 6.0 (von Unicode 4.0 in Java 6), der Datenbankschnittstelle JDBC und der Gebietsschemaparameter (Locale), die nun die Standards IETF BCP 47 und UTR 35 implementiert.
- Das mit Java 6 Update 10 eingeführte Look-and-Feel Nimbus wird fester Bestandteil der Spezifikation.
- Eine XRender-Pipeline für Java 2D, die die Darstellung von grafischen Elementen auf Linux beschleunigt.
- Verbesserte Unterstützung des Java-Bytecode für dynamische Programmiersprachen.
- Kleinere Sprachverbesserungen im Rahmen des Project Coin, wie die Nutzbarkeit von Zeichenketten in switch-Anweisungen.[46]

Eine Liste sowie detaillierte Beschreibungen der mit Java 7 umgesetzten Funktionalitäten sind der Dokumentation des OpenJDK-Projektes Java 7 zu entnehmen.
Java 7 erreichte „End of Public Updates“ – das Ende öffentlicher Aktualisierungen – im April 2015. Die letzte öffentlich verfügbare Version von Java 7 war „Update 80“ vom 14. April 2015, die auch „nicht-kritische“ Fehlerbehebungen enthielt. Die „Premium-Unterstützung“ für Version 7 war bis Juli 2019 vorgesehen, die „Erweiterte Unterstützung“ bis Juli 2022.

#### Version 8
Java 8 erschien am 18. März 2014. Es ist die erste LTS-Version nach dem neuen Support-Schema von Oracle.
Für sie gab es öffentliche und kostenlose Updates bis inkl. Januar 2019. Seitdem ist für den Abruf über die Oracle-Webseite eine Registrierung erforderlich, damit kommerzielle Nutzer bis März 2022 auf kostenlose Updates und danach bis Ende 2030 auf kostenpflichtige Updates zugreifen können. Parallel dazu lässt sich über Oracles separate Java-Webseite die jeweils aktuelle Version 8 auch ohne Registrierung herunterladen (Stand 28. April 2024).
Mit Java 8 wurden ursprünglich für Java 7 geplante Neuerungen nachgereicht und Synergien eingearbeitet, die sich aus dem Kauf von Java durch Oracle ergaben. Unter anderem wurden folgende Neuerungen umgesetzt:
- Integration von Oracle JRockit-Funktionalitäten wie Verbessertes Contended Locking ins OpenJDK
- Virtuelle Erweiterungsmethoden und Closures (Projekt Lambda)
- Durch Projekt Lambda ermöglichte Erweiterungen der Collections-API
- Neue Date and Time API ähnlich Joda Time
- Verbesserungen bei der Garbage Collection, Reflection, Collections, Generics und Annotations
- Weitere kleinere Sprachverbesserungen wie beispielsweise Annotationen für Java-Typen
- Diverse Verbesserungen hinsichtlich Sicherheit
- Diverse Leistungsverbesserungen vor allem hinsichtlich Parallelisierung
- Methodenimplementierung in Interfaces („Default Interface“)[53]

#### Version 9
Java 9 ist am 21. September 2017 erschienen. Sie ist eine „Non-LTS“-Version und es gibt daher nur Updates bis zum Release der Nachfolgeversion. Java 9 brachte mit „Project Jigsaw“ ein neues Modulsystem, das Java um Module als neues Sprachfeature erweitert. Jigsaw brachte ebenfalls eine grundlegende Strukturänderungen der Java-Plattform mit sich. Das „Project Kulla“ brachte eine Integration der jshell in Java.

#### Version 10
Java 10 erschien am 20. März 2018 und somit wie im Herbst 2017 angekündigt nur 6 Monate nach Version 9. Sie ist ebenfalls eine „Non-LTS“-Version.

#### Version 11
Java 11 wurde am 25. September 2018 als LTS-Version veröffentlicht. Für den produktiven Einsatz von Oracle JRE ist seit dieser Version eine kostenpflichtige „Java SE Subscription“ erforderlich. Lediglich in Entwicklungs- und Testumgebungen bleibt es kostenfrei nutzbar. Andere Laufzeitumgebungen wie OpenJDK oder Adoptium bieten andere Unterstützungszeiträume.

#### Version 12
Java 12 wurde am 19. März 2019 veröffentlicht.

#### Version 13
Java 13 wurde am 17. September 2019 veröffentlicht.

#### Version 14
Java 14 wurde am 17. März 2020 veröffentlicht.

#### Version 15
Java 15 wurde am 15. September 2020 veröffentlicht.

#### Version 16
Java 16 wurde am 16. März 2021 veröffentlicht.

#### Version 17
Java 17 ist eine LTS-Version und wurde am 14. September 2021 veröffentlicht.

#### Version 18
Java 18 wurde am 22. März 2022 veröffentlicht.

#### Version 19
Java 19 wurde am 20. September 2022 veröffentlicht.

#### Version 20
Java 20 wurde am 21. März 2023 veröffentlicht.

#### Version 21
Java 21 ist eine LTS-Version und wurde am 19. September 2023 veröffentlicht.

#### Version 22
Java 22 wurde am 19. März 2024 veröffentlicht.

## Lizenz
Am 13. November 2006 gab Sun bekannt, dass bis Ende des zweiten Quartals 2007 die komplette Java-Technik unter den Lizenzbestimmungen der GPL Version 2 veröffentlicht werden soll. Am 8. Mai 2007 teilte man mit, dass dies für den Großteil der Technik geschehen sei.
Ein Problem für Entwickler freier Software bestand bis dahin darin, dass Java zwar kostenlos war, jedoch nicht die Richtlinien für freie Software erfüllte. Probleme entstanden in diesem Rahmen vor allem dann, wenn beim Erstellen von Programmen „unfreie“ Klassen von Sun verwendet wurden, die freie Java-Compiler oder Java-Laufzeitumgebungen nicht verwenden können. Anwender von freien JVMs waren in diesen Fällen gezwungen, auf die JVM von Sun zurückzugreifen. In diesem Zusammenhang wurde auch von der „Java-Falle“ (Java Trap) gesprochen.
Engagierte Entwickler haben darauf reagiert und eine beachtliche Menge an freier Software zur Interpretation, Kompilierung und Ausführung von Java-Programmen entwickelt, wie z. B. GNU Classpath, GNU Compiler for Java, Kaffe, Apache Harmony oder IcedTea.
Jedoch wurden die Lizenzbedingungen für Oracles Java Compatibility Kit (JCK) von der Apache Software Foundation und der Linux Standard Base Arbeitsgruppe als bewusste Verhinderung von alternativen Implementierungen wahrgenommen, was u. a. zum Ausschluss von Java aus dem aktuellen LSB-Standard 4.1 führte.

## Anwendungen
Java findet seinen Einsatz zum Beispiel in folgenden Bereichen:
- Im Inter-/Intranet als serverseitiger Dienst in Form eines Application Servers (z. B. Apache Tomcat, JBoss, GlassFish, u. v. m.)
- Im Inter-/Intranet als clientseitige Anwendung als Java-Applet oder Rich Internet Application, zum Beispiel durch JavaFX.
- Für die Erstellung von plattformunabhängigen Desktopanwendungen (bekannte Beispiele dafür sind z. B. die Entwicklungsplattformen Netbeans und Eclipse).
- Anwendungen auf Chipkarten (sog. Java Cards).
- Für Anwendungen auf Mobiltelefonen basierend auf angepassten Java-Versionen wie JavaME oder Dalvik.
- Als Embedded Java in so genannten Eingebetteten Systemen, das heißt auf Computern, die in technische Geräte integriert sind und diese steuern. Dazu gehören unter anderem Steuergeräte für Maschinen, Aufzüge, Haushaltsgeräte und Geräte der Unterhaltungselektronik.
- Als Echtzeitsystem (mittels Java Real Time) beispielsweise für Verkehrssteuerungsanlagen.

## Kritik
Java bietet vor allem auf Grund seiner Ausführung in einer virtuellen Maschine einige Sicherheitsvorteile gegenüber direkt ausgeführten Programmiersprachen. Ein Applet einer Webseite unterliegt beispielsweise sicherheitsbedingten Einschränkungen durch die virtuelle Maschine, dasselbe gilt analog für Java-Applikationen. All diese laufen in einer virtuellen Maschine und dürfen nicht frei auf beliebige Ressourcen zugreifen. Direkt ausgeführte Programmiersprachen (ohne virtuelle Maschine) bieten diese Sicherheitsvorkehrungen gar nicht und sind somit im Vergleich zu Java maximal unsicher.
Existieren jedoch auf Grund von Fehlern in der virtuellen Maschine oder in der Klassenbibliothek Schwachstellen in diesen Sicherheitstechniken, so kann ein bösartiges Applet oder eine bösartige Applikation diese Schwachstellen ausnutzen und unter Umständen auf Ressourcen zugreifen, auf die sie im Normalfall keine Zugriffsrechte hätte.
Java war 2012 bis 2013 mehrfach wegen derartiger Fehler in den Schlagzeilen.
Im August 2012 tauchte beispielsweise ein öffentlich verfügbarer Exploit im Internet auf, der sämtliche Sandboxing- und sonstige Sicherheitsverfahren von Java umgeht, indem er sie einfach abschaltet. Ein paar Tage später war dieser Exploit (CVE: 2012-4681) in zahlreichen Exploit-Frameworks integriert, darunter auch in Metasploit und Blackhole. Oracle veröffentlichte daraufhin ein Notfall-Update, Experten fanden aber auch in den gepatchten Java-Versionen Sicherheitslücken.
Am 10. Januar 2013 gab das renommierte Computermagazin c’t aus Sicherheitsgründen eine Empfehlung zur Deinstallation des Java Plug-ins heraus, beim Einsatz des Internet Explorers sogar zur vollständigen Deinstallation von Java. Am 11. Januar 2013 schloss sich das BSI dieser Empfehlung an.
Mit den außerplanmäßigen bzw. vorgezogenen Java-Updates 7u11 bis 7u13 wurden gemäß Oracle die Sicherheitsprobleme gelöst. Das BSI gab daraufhin Entwarnung für die Verwendung von Java.